# Ciudad Real
|  | Denne artikel handler om byen Ciudad Real. For at læse om håndboldklubben, se BM Ciudad Real |
Ciudad Real (spansk: Den kongelige by) er en by og kommune i det sydlige centrale Spanien i provinsen Ciudad Real. Den har et indbyggertal på 75.909 (2024) indbyggere.
Ciudad Real ligger ca. 200 km. syd for Madrid og  er hovedstad i provinsen af samme navn. Byen blev grundlagt af Alfonso den 5. i 1255 og var under middelalderen omgivet af mure med 130 tårne, der beskyttede befolkningen. Der findes kun rester af bymurene i dag. Da Miguel de Cervantes i 1605 udgav første del af Don Quijote blev Ciudad Real kendt som hovedpersonens fødeby. Efter genforeningen af de iberiske kongedømmer under de katolske monarker blev Ciudad Real i 1691 hovedstad i provinsen La Mancha. Det skabte en gunstig økonomisk udvikling i byen. I 1929 var byen scene for et mislykket oprør mod Primo de Riveras diktatoriske styre. 
I dag er byen mest kendt for sin håndboldklub, BM Ciudad Real, der er blandt verdens bedste. Ciudad Real er i dag i højere og højere grad en fjerntliggende forstad til Madrid, idet de to byer er forbundet med højhastighedstoget AVE. Byen har desuden haft egen lufthavn siden 2008, Aeropuerto Central Ciudad Real.